# Col de la Forclaz (canton du Valais)
Pour les articles homonymes, voir Col de la Forclaz.
Le col de la Forclaz est situé en Suisse, dans le canton du Valais, entre la ville de Martigny et la commune de Trient. Il se trouve à 1 527 mètres d'altitude et sa route d'accès présente une déclivité maximale de 12 %.

## Situation

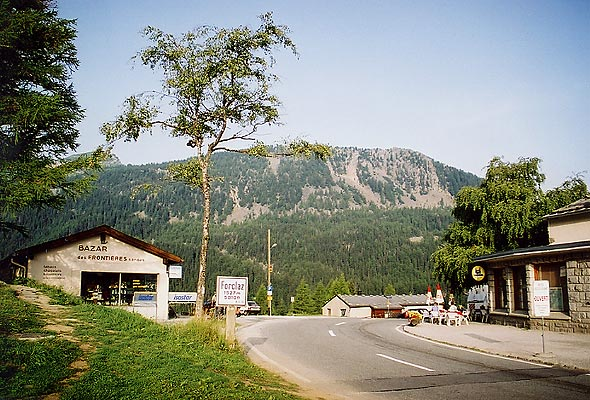
Vue du col.

Le col est situé sur le passage alpin routier entre Martigny (vallée du Rhône) en Valais et Chamonix-Mont-Blanc (vallée de l'Arve) en Haute-Savoie. Du côté de la vallée du Rhône, la route cantonale 203 menant au col part du village de Martigny-Croix (commune de Martigny-Combe), situé à 500 mètres d'altitude. Elle monte d'abord à flanc de coteaux, puis plonge dans les forêts du Mont de l'Arpille avant d'arriver dans le pâturage à hauteur de la Forclaz. Du col, la route redescend vers le village de Trient (1 297 mètres), puis continue en pente plus douce vers Le Châtelard, après avoir passé par le site vertigineux de Tête Noire, où se dressait autrefois un hôtel. Pour rejoindre Chamonix-Mont-Blanc, après le village frontière valaisan du Châtelard, la route (D 1506) passe par Vallorcine, le col des Montets et Argentière.
Le col fait limite entre les communes de Martigny-Combe et de Trient. On y trouve un restaurant, un camping, un hôtel, un alpage, des fortins camouflés en chalet ou en rocher et le départ de plusieurs chemins pédestres. Une grande croix de bois a été dressée près de l'hôtel, au pied de laquelle une inscription rappelle la mort du curé de Trient, Joseph Délèze, le 11 février 1944.

## Histoire
Du fait de sa situation géographique, le col a été très fréquenté par les voyageurs de la fin du XVIIIe siècle et du XIXe siècle, qui en parlent dans leurs récits de voyages. Il se situe sur leur « tour », partant souvent de Genève pour atteindre le Valais via Chamonix-Mont-Blanc, avant de continuer vers l'Italie, ou vers l'Oberland bernois, ou encore vers le Léman. C'est aussi par le col de la Forclaz que le dernier préfet français du département du Simplon, Claude-Philibert Barthelot de Rambuteau, quitta le pays en plein hiver 1813.
Jusqu'au premier tiers du XIXe siècle, les personnes désireuses de franchir le col devaient le faire soit à pied soit à dos de mulet. Pour faire face au trafic toujours plus important, un projet de route carrossable a été présenté par l'ingénieur Ignace Venetz en 1825. Les travaux commencèrent en 1827. Il s'agissait dans un premier temps de percer un tunnel à Tête Noire, rocher très escarpé entre Trient et Le Châtelard. Si ce tunnel sera terminé en 1836, la route du col ne deviendra carrossable de la frontière (Le Châtelard) à Martigny qu'en 1875, et en 1887 pour le tronçon Le Châtelard-Argentière. Les premières automobiles ne seront autorisées à franchir le col qu'en 1912. Avant l'inauguration, en 1957, de la route actuelle, l'ancienne route passait, côté vallée du Rhône, dans le vallon de La Combe, en pente plus raide. La transformation du chemin muletier en chemin carrossable entraînera l'augmentation du trafic voyageurs et la construction d'auberges à Tête Noire et au col.
Entre 1865 et la fin du XIXe siècle, on exploitait la glace du glacier du Trient. Depuis le glacier, elle était amenée au col de la Forclaz, puis à Martigny, d'où elle était acheminée en train vers Genève, Lyon, voire Paris. Depuis 1883, un rail et des wagonnets facilitaient le transport jusqu'au col. En 1895, on construisit un bisse le long du large chemin qui servait à l'acheminement de la glace. L'eau du bisse servait à arroser les prés du vallon de La Combe. Il fut en exploitation jusque dans les années 1970. Abandonné pendant quelques années, il fut remis en état.